# Exacum lawii
Exacum lawii är en gentianaväxtart som beskrevs av Charles Baron Clarke. Exacum lawii ingår i släktet Exacum och familjen gentianaväxter. Inga underarter finns listade i Catalogue of Life.